# 阿尔瓦罗·马加尼亚
阿尔瓦罗·阿尔弗雷多·马加尼亚·博尔哈（西班牙語：Álvaro Alfredo Magaña Borja，1925年10月8日—2001年7月10日），1982年至1984年任萨尔瓦多总统。

## 生平
阿尔瓦罗·马加尼亚于1952年获芝加哥大学硕士学位。1982年大选前，他是萨尔瓦多最大的抵押贷款银行Banco Hipotecario的行长。
1982年5月2日就任总统，标志着萨尔瓦多1979-1982年军政府结束，民选政府开始。
1982年，萨尔瓦多各党派决定摆脱革命执政委员会统治，马加尼亚担任国家元首。
此后不久，两党于马加尼亚在阿帕内卡的农场会面，决定在马加尼亚临时政府的领导下，两党人士均出任各部长职位。
何塞·纳波莱昂·杜阿尔特将国家元首和军政府首脑的权力短暂让给马加尼亚，自己则在美国的帮助下建立基督教民主党，并计划1984年选举重新掌权。